# Дятел-куцохвіст
Дя́тел-куцохві́ст (Hemicircus) — рід дятлоподібних птахів родини дятлових (Picidae). Представники цього роду мешкають в Південній і Південно-Східній Азії.

## Опис
Дятли-куцохвости — дрібні дятли, середня довжина яких становить 13-16 см, а вага 27-50 г. Вони мають округлу форму тіла, тонкі шиї, великі голови з помітними чубами і дуже короткі, округлої форми хвости. Дзьоб у дятлів-куцохвостів середньої довжини, відносно прямий, долотоподібний і широкий біля основи. Четвертий палець довший за два передніх, а перший удвічі за них коротший. Забарвлення дятлів-куцохвостів переважно строкате, чорно-біле. Їм притаманний яскраво виражений статевий диморфізм. У самців червоночубого дятла-куцохвоста є помітний червоний чуб, відсутній у самиць. У самців чорночубого дятла-куцохвоста голова повністю чорна, тоді як у самиць цього виду лоб і передня частина тімені білі.
Дятли-куцохвости живуть в тропічних лісах. Вони живляться мурахами, термітами та іншими комахами, а також плодами.

## Види
Виділяють два види:
- Дятел-куцохвіст червоночубий (Hemicircus concretus)
- Дятел-куцохвіст чорночубий (Hemicircus canente)

## Етимологія
Наукова назва роду Hemicircus походить від сполучення слів дав.-гр. ἡμι — малий, половина і κερκος — хвіст.